# Echinoagave
Echinoagave, biljni rod iz porodice šparogovki smješten u tribus Agaveae, dio je potporodice saburovki. 
Jedan je od tri nova roda koja su 2024. izdvojena nakon najnovojih molekularnih studija iz roda Agave. U njega je uključeno 12 vrsta sukulentnih trajnica. Rod je opisan u Phytoneuron 2024-02: 4 (2024)

## Vrste
1. Echinoagave albopilosa (I.Cabral, Villarreal & A.E.Estrada) Vázquez, Rosales & García-Mor.
2. Echinoagave cremnophila (G.D.Starr, Etter & Kristen) Vázquez, Rosales & García-Mor.
3. Echinoagave cryptica (G.D.Starr & T.J.Davis) Vázquez, Rosales & García-Mor.
4. Echinoagave dasylirioides (Jacobi & C.D.Bouché) Vázquez, Rosales & García-Mor.
5. Echinoagave gracielae (Galvan & Zamudio) Vázquez, Rosales & García-Mor.
6. Echinoagave kavandivi (García-Mend. & C.Chávez) Vázquez, Rosales & García-Mor.
7. Echinoagave lexii (García-Mor., J.García-Jim. & Iamonico) Vázquez, Rosales & García-Mor.
8. Echinoagave petrophila (García-Mend. & E.Martínez) Vázquez, Rosales & García-Mor.
9. Echinoagave rzedowskiana (P.Carrillo, Vega & R.Delgad.) Vázquez, Rosales & García-Mor.
10. Echinoagave striata (Zucc.) Vázquez, Rosales & García-Mor.
11. Echinoagave stricta (Salm-Dyck) Vázquez, Rosales & García-Mor.
12. Echinoagave tenuifolia (Zamudio & E.Sánchez) Vázquez, Rosales & García-Mor.